# 魁北克民族主义

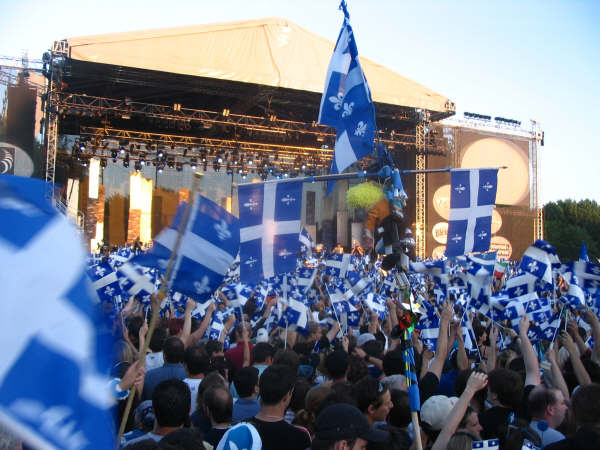
6月24日蒙特利尔居民们正在庆祝圣让·巴蒂斯特日。

魁北克民族主义是一种民族身份认同和政治学说，其特点是：认同自己魁北克民族的身份、并且捍卫魁北克的文化利益和政治合法性。自19世纪初，它一直是魁北克政治的核心问题。数年来，魁北克民族主义的政党、组织、团体等也在不断变革。
魁北克民族主义还是魁北克主权运动的重要理论。派系内部分为两个团体。其中一派宣称自己是“魁北克民族者”要求魁北克彻底从加拿大独立，另一派希望魁北克仍留在加拿大，但要提高魁北克省在加拿大的自治地位。
魁北克民族主义曾经被称为“加拿大法裔民族主义”。在寂静革命期间，这个称呼逐渐变为“魁北克民族主义”。

## 早期自由民族主义

### 新法兰西
新法兰西有七个人类定居点，从滨海省到落基山脉，从哈德逊湾到墨西哥湾，皆是新法兰西领土。在这片广阔的土地上殖民者做了很多建设（特别是如今加拿大地区）。 17世纪后，新迁入的法兰西移民也适应了新法兰西的气候地形。随着时间推移，这些定居者逐渐形成了“加拿大”这一地区身份。

### 1534–1774年间
加拿大最初是法国的新法兰西殖民地的一部分。雅克·卡地亚 (Jacques Cartier)于1534年将其划入法国的疆土，随后在1608年建立了永久定居点。直到1760 年，加拿大法裔民族主义的发展几乎没有受到任何外部影响。
然而，在七年战争期间，英法北美战争的亚伯拉罕平原战役中英国取得了决定性的胜利。在《巴黎条约》中，法国同意放弃对新法兰西的主权要求，以换取瓜德罗普岛。从1760年代开始，加拿大法裔是在英国法律控制之下发展的。
但是尽管来自议会外部的巨大压力，英国政府还是起草了《魁北克法令》，保障了加拿大法裔民族的自治性；保证了公职人员的宗教自由，并归还了魁北克在《巴黎条约》签订之前的所有领土。英国议会领导人的这一“开明”行动使法属加拿大得以保留其独特的特色。
但从当代的评估来看，这被视为绥靖行为，不利于英国与十三殖民地的外交关系 。

### 1800年代–1880年间
从1776年到1830年代末，世界见证了许多新民族国家的诞生，其中包括美国、法兰西共和国、秘鲁、海地、巴拉圭、阿根廷、智利、墨西哥、巴西、秘鲁、大哥伦比亚、比利时、希腊等等。这些独立的国家往往有复杂的意识形态和政治斗争，通过军事革命完成政变的，但并不是每个国家都成功独立（政变），例如爱尔兰、上加拿大、下加拿大和德国。
对于法属加拿大民族意识诞生的确切时间，目前还没有达成共识。一些历史学家认为，即加拿大法裔民族主义在19世纪之前就已存在，即使是在新法兰西统治期间，加拿大法裔也是一个独特的民族。在法印战争期间，新法兰西总督、出生于加拿大的皮埃尔·德沃德勒伊和法国人路易·约瑟夫·德蒙卡尔姆将军之间在文化上的紧张关系印证了这一点。

## 中期极端民族主义

### 1840 年代–1950 年代
与其他民族主义者相反，极端保守派拒绝接受日益兴起的民主理想，为了保护教会的权力，莱昂内尔·格鲁克斯和其他知识分子为了加强“加拿大法裔民族”的身份认同，编纂了许多民族神话。保护教会的权力并劝阻公众接受民粹主义和世俗主义观点。格鲁克斯宣扬法裔加拿大民族主义，并认为维持罗马天主教是魁北克“解放民族、对抗英国势力”的唯一手段。在 20 年代至 1950 年代，这种形式的传统主义天主教民族主义被称为教士民族主义。

### 20世纪50年代
在寂静革命发生彻底地变革之前，魁北克人民更加重视生活中的传统价值观。
莫里斯·杜普莱西斯 (Maurice Duplessis) 重返魁北克并赢得 1944 年大选，并担任了魁北克省总理15年，同时担任保守派民族联盟党领袖。这意味着该省将维持其长期以来的运作方式，仅在传统价值观范围内进行改变。正因为如此，民族联盟党受到那些想要坚持习惯生活方式的人的青睐，而受到那些希望将进步的省份纳入北美文化的人的厌恶。 

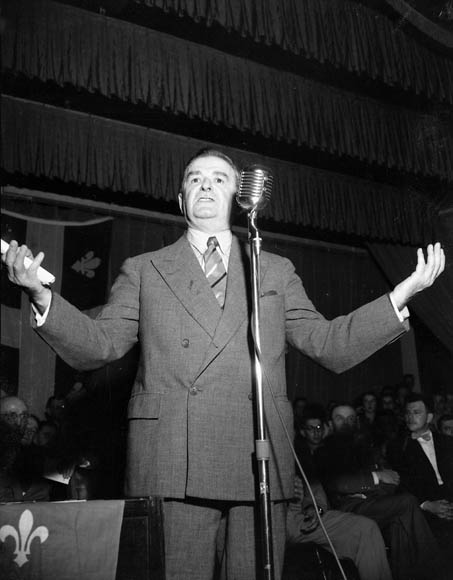
杜普莱西斯在1952年竞选期间发表演讲。

杜普莱西斯改造魁北克的想法是通过快速工业化、城市化以及更大更快地开发该省的自然资源。
该省的英语使用者希望工业化和城市化能够取代过时的法裔加拿大社会。这些变化使法裔加拿大人进入了城市和工业生活方式。此举创造了新的机会来提供经济和社会稳定。 
随后，莫里斯·杜普莱西斯（Maurice Duplessis）于1959年9月去世，他的继任者保罗·索夫（Paul Sauve）也于1960年1月去世，这终结了20世纪50年代魁北克民族主义的旧传统定义。很快 新的领导人魁北克和民族主义意识形态将出现并席卷整个省，回应法裔加拿大人期待已久的变革需求。
与20世纪50年代“加拿大法裔民族主义”这一古老意义不同。 20世纪60年代的魁北克是寂静革命时期，加拿大自由党选举魁人党，经济繁荣，各种独立运动开始。在此期间，魁北克是一个启蒙之地，社会、价值观和经济都发生了变化。这是一个激进思想、文化和意识形态的时代，一种意识形态在沉睡了几个世纪之后终于出现了。魁北克将摆脱其老式根源，进入进步的主流世纪。
主要区别是天主教会的世俗化，该省的大多数法裔加拿大人信奉天主教会。与杜普莱西斯统治下的 20 世纪 50 年代不同，教会和国家现在是独立的实体，消除了教会老式方式对机构的严格控制。这一转变使该省获得了独立。 
20世纪60年代开始的“寂静革命”随着让·勒萨热 (Jean Lesage) 实施的多项改革而势头越来越强劲，其中包括教育、社会福利、住院、水力发电、区域发展以及法语国家更多地参与工业部门等方面的改革。 
由于法语国家和英语国家之间长期存在的文化和社会紧张关系，勒萨奇也想揭露和改变法语国家的压迫。勒萨奇希望法裔加拿大人和法语社会在经济上处于优势，推进教育改革和政治进程的现代化。 
由于法语国家和英语国家的不平衡，该省在此期间遇到了许多问题。尽管法语国家的数量超过英语国家，但法语国家仍然被视为少数派别。
该省的法语人和少数民族群体没有任何权力，他们生活在城市最贫困的地区。这些群体很难在职业生涯中取得进步或攀登社会的经济阶梯。对于法语国家来说，这十分困难，因为成功只留给了那些讲英语的人，任何著名的机构，使用的语言都是英语，这无疑贬低了法国人的文化和语言。
到 20 世纪 60 年代初，一群来自各个阶层的法裔加拿大人都接受了适当的教育，但最终都进入了以英语为主导的机构。 

## 当代魁北克民族主义
考虑到有关该省政治地位及其复杂公众舆论的持续争论，理解当代魁北克民族主义是很困难的。没有任何决策（彻底独立、主权联合、宪法改革或签署加拿大现行宪法）能得到决定多数支持，并且魁北克政体内部仍然存在矛盾。
经常成为新闻焦点的一个争论话题是当代魁北克民族主义是否仍然是“种族的”，或者是“语言的”，“领土的”。

### “种族的”
许多人认为魁北克民族主义和分离主义是种族性的。他们认为分离主义和民族主义运动都是多种族的，有大量证据表明这两种运动都是基于种族，而不是领土。一个例子是，魁北克省省长雅克·帕里索（Jacques Parizeau）在评论1995年魁北克公投失败时说：“确实，我们确实被打败了，但归根到底，打败我们的是什么？是金钱和种族选票。” （“  ）
2020年11月23日魁北克省魁北克民族主义和分裂主义在蒙特利尔举行抗议活动，呼吁同化移民、在城市加强法语。不到 150 人出席了这次活动，不过魁北克省以及其他民族主义和分离主义政党拒绝承认魁北克存在系统性种族歧視。魁北克人权委员会主席菲利普·安德烈·泰西尔（Philippe-André Tessier）称：系统性种族歧視是“对魁北克人民的污蔑”。 

### “语言的”
魁北克民族主义的另一个主要表现形式是法语。
自 20 世纪 70 年代以来，在魁北克巩固法语地位一直是魁北克民族主义的核心目标。 1974 年，魁北克省立法机构在罗伯特·布拉萨 (Robert Bourassa)州长的领导下通过了《官方语言法案》 。让法语成为魁北克的官方语言，同时法语也是服务业、商业来往、教育、立法和司法的主要语言。 1977 年，《官方语言法》被《法语语言宪章》取代，该宪章在魁北克省扩大并巩固了法语的地位。该宪章由雷内·勒韦斯克总理领导的第一届魁北克人党政府通过，其目标是“使法语成为政府和法律的语言，以及工作、教学、交流、商业和商业的日常语言。 ”

### “领土的”
2006年10月21日，加拿大自由党魁北克派总特别委员会发起全国辩论，以80%以上的支持率通过了一项决议，呼吁加拿大政府承认加拿大境内的魁北克民族。一个月后，加拿大下议院通过一项动议，承认“魁北克人在一个统一的加拿大内形成一个民族”。 

## 民族主义团体

### 政党和团体
- 魁北克集团（1991 年至今）
- 魁北克未来联盟（2012年至今，该党的意识形态主要是民族主义，但也提倡魁北克自治主义和一些加拿大联邦制）
- Option Nationale （2012-2018，后来与魁北克团结合并）
- OUI-魁北克
- 独立党(2007–2014)
- 魁北克党(1968 年至今)
- 魁北克首秀(2018)
- 魁北克团结(2006 年至今)
- 国家联盟（1936-1981，该党的意识形态一半是民族主义，一半是魁北克自治主义）

### 民间组织
- 青年苏丹运动
- 魁北克民族运动
- 圣让巴蒂斯特协会

### 学术和知识协会
- Centre étudiant de recherche et d'action nationale (CERAN)（学生研究和国家行动中心）
- Institut de recherche sur l'autodétermination des peuples et les indépendances nationes (IRAI)（人民自决和国家独立研究所）
- Les Intellectuels pour la souveraineté (IPSO)（主权知识分子）

### 民族主义者报纸和出版物
- Le Devoir
- Le Jour
- Le Québécois

### 左翼民族主义团体
- 魁北克解放阵线（ Front de Libération du Québec ）

## 民族主义口号
- *（“老牌魁北克人”）：魁北克人的血统可以追溯到新法兰西政权
- （“魁北克为魁北克人”或“魁北克是魁北克人”）：有时在魁北克民族主义集会或抗议活动中高喊的口号。这个口号可能会引起争议。 [13] [14]
- （“我们自己房子的主人”）《义务报》编辑安德烈·劳伦多创造的短语，也是 1962 年大选期间自由党的选举口号。
- ：（“正统魁北克人”）

## 参阅
- 克劳德·贝兰热魁北克民族主义 （页面存档备份，存于）

### 英语

#### 图书
- 阿贝尔森、唐纳德等人。 “千禧一代和Z世代法语人士并不重视魁北克民族主义：与婴儿潮一代形成鲜明对比，他们不仅首先认为自己是魁北克人，而且认为省政府最能代表他们的利益”麦克林杂志，2020 年 8 月 26 日 （页面存档备份，存于）
- 班廷、基思和威尔·基姆利卡。 “加拿大多元文化主义：全球焦虑和当地辩论。”英国加拿大研究杂志23.1 (2010)在线 （页面存档备份，存于）。
- 布兰切特、亚历山大和迈克·梅代罗斯。 “分裂主义幽灵：威权主义、本土主义和民粹主义对魁北克独立支持的影响。”国家和民族主义25.3 (2019): 803-821。
- 布里、伊芙琳和凯瑟琳·欧莱特。 “接触英语是 2018 年魁北克选举中支持魁北克独立的决定因素。”法国政治（2020）。
- 时装设计师亚历山大·加尼翁和黛安·圣皮埃尔。 “魁北克的身份认同、民族主义以及文化和语言政策。”艺术管理、法律和社会杂志50.2（2020）：115-130。
- Couture、Jocelyne、 Kai Nielsen和Michel Seymour 。 “反思民族主义”， 《加拿大哲学杂志》 ，增刊第 22 卷，1996 年，704 页。 （ISBN 0919491227 )
- 费兰、本杰明和吕克·特金。 “了解跨国联合会中大多数人对少数民族的态度：加拿大的案例。”普布利乌斯：《联邦主义杂志》 50.2（2020）：188-212。
- Gareau, Paul L.《玛丽军：魁北克民族主义和天主教异端》。摘自《魁北克的神秘地理》 （Palgrave Macmillan，Cham，2020 年），第 173 页。 55–83。
- 安伯特、帕特里克. “加拿大、魁北克和欧洲的法语国家、多元文化主义和跨文化主义。”法国和北美的公民身份和归属感（Palgrave Macmillan，Cham，2020 年）第 14 页。 33-53。
- 基姆利卡、威尔. “作为一个加拿大人。”政府和反对派38.3 (2003): 357-385在线。
- 基姆利卡、威尔. “从历史和比较角度来看加拿大的多元文化主义：加拿大是独一无二的。”宪法论坛13#1 (2003)：1-8。在线。
- 基姆利卡、威尔. “加拿大的多元文化和公民建设。” CPRN 讨论论文(2001)：47+在线 （页面存档备份，存于）。
- 基姆利卡、威尔. “魁北克：一个现代的、多元化的、独特的社会”，载于《 Dissent》 ，《国际舞台上的美国多元文化主义》，1998 年秋季，第 17 页。 73–79（存档版本）
- 麦格雷恩、大卫和洛琳·伯达尔。 “重新概念化加拿大联邦政治文化：审视魁北克省与加拿大其他地区之间的差异。” Publius：联邦主义杂志50.1 (2020)：109-134在线[]。
- 罗谢尔、弗朗索瓦. “魁北克民族主义的演变参数”，载于JMS：国际多元文化社会杂志。 2002 年，卷。 4，第 1 号，第 14 页。 74–96。联合国教科文组织。 （ISSN 1817-4574）
- 罗谢尔、弗朗索瓦. “问题的生与死：加拿大政治学和魁北克政治。”加拿大政治学杂志52.4 (2019): 631-655.（在线 （页面存档备份，存于））
- 维纳、米歇尔. “重新思考魁北克民族”，载于《政策选择》 ，2000 年 1 月至 2 月，第 174 页。 53–60（在线）

#### 报纸和期刊
- Balthazar, Louis. "L'évolution du nationalisme québécois", in , ed. Gérard Daigle and Guy Rocher, pp. 647 à 667, Montréal: Les Presses de l’Université de Montréal, 1992, 812 p.
- Bellavance, Marcel (2004). , Montréal: VLB, 250 p.
- Bernier Arcand, Philippe, , Montréal, Poètes de brousse, 2015, 160 p.
- Bock-Côté, Mathieu (2007). , Montréal: Boréal, 211 p. (ISBN 978-2-7646-0564-6)
- Bock, Michel (2004). , Montréal: Hurtubise HMH, 452 p.
- Bouchard, Catherine (2002). , Sainte-Foy: Presses de l'Université Laval, 146 p. (ISBN 2-7637-7847-X)
- Bouchard, Gérard (2004). , Montréal: Boréal, 319 p. (ISBN 2-7646-0345-2)
- Bourque, Gilles (1996). , Saint-Laurent: Fides, 383 p. (ISBN 2-7621-1869-7)
- Brière, Marc (2000). , Montréal : Hurtubise HMH, 222 p. (ISBN 2-89428-427-6)
- Brière, Marc (2001). , Montréal: Stanké, 325 p. (ISBN 2-7604-0805-1)
- Denise Helly and Nicolas Van Schendel (2001). , Québec: Les Presses de l'Université Laval (editor （页面存档备份，存于）)
- Diane, Lamoureux (2001). , Montréal: Éditions du Remue-ménage (ISBN 2-89091-182-9)
- Gougeon, Gilles (1993). , Québec: VLB Éditeur
- Ignatieff, Michael (1993). Blood & belonging : journeys into the new nationalism, Toronto : Viking, 201 p. (ISBN 0670852694)
- Keating, Michael (1997). , Montréal: Presses de l'Université de Montréal, 296 p. (ISBN 2-7606-1685-1)
- Lamonde, Yvan (2000). , Montréal: Éditions Fides, 576 p. (ISBN 2-7621-2104-3) (online)
- Lamonde, Yvan (2004). , Montréal: Éditions Fides, 336 p. (ISBN 2-7621-2529-4)
- Martel, Marcel (1997). , Ottawa: Presses de l'Université d'Ottawa, 203 p. (ISBN 2-7603-0439-6)
- Monière, Denis (2001). , Montréal: Presses de l'Université de Montréal 148 pé (ISBN 2-7606-1811-0)
- Montpetit, Édouard (2005). , Saint-Laurent: Bibliothèque québécoise, 181 p. (ISBN 2-89406-259-1)
- Moreau, François (1995). , Hull : Vents d'ouest, 181 p (ISBN 2-921603-23-3)
- Paquin, Stéphane (2001). , Montréal: VLB, 219 p. (ISBN 2-89005-775-5)
- Roy, Fernande (1993). , Montréal: Boréal, 128 p. (ISBN 2890525880)
- Ryan, Pascale (2006). , Montréal: Leméac, 324 p. (ISBN 2760905993)
- Sarra-Bournet, Michel ed., (1998). , Montréal: VLB Éditeur, 253 p.
- Sarra-Bournet, Michel ed., (2001). , Québec: Presses de L’Université Laval, 2001
- Seymour, Michel (1999). , L'Hexagone,
- Seymour, Michel, ed. (1999). , Montréal: Liber, 508 p. (ISBN 2-921569-68-X)
- Venne, Michel, ed., (2000). , Montréal: Québec Amérique, Collection Débats

### 法语

#### 图书
- Balthazar, Louis. "L'évolution du nationalisme québécois", in , ed. Gérard Daigle and Guy Rocher, pp. 647 à 667, Montréal: Les Presses de l’Université de Montréal, 1992, 812 p.
- Bellavance, Marcel (2004). , Montréal: VLB, 250 p.
- Bernier Arcand, Philippe, , Montréal, Poètes de brousse, 2015, 160 p.
- Bock-Côté, Mathieu (2007). , Montréal: Boréal, 211 p. (ISBN 978-2-7646-0564-6)
- Bock, Michel (2004). , Montréal: Hurtubise HMH, 452 p.
- Bouchard, Catherine (2002). , Sainte-Foy: Presses de l'Université Laval, 146 p. (ISBN 2-7637-7847-X)
- Bouchard, Gérard (2004). , Montréal: Boréal, 319 p. (ISBN 2-7646-0345-2)
- Bourque, Gilles (1996). , Saint-Laurent: Fides, 383 p. (ISBN 2-7621-1869-7)
- Brière, Marc (2000). , Montréal : Hurtubise HMH, 222 p. (ISBN 2-89428-427-6)
- Brière, Marc (2001). , Montréal: Stanké, 325 p. (ISBN 2-7604-0805-1)
- Denise Helly and Nicolas Van Schendel (2001). , Québec: Les Presses de l'Université Laval (editor （页面存档备份，存于）)
- Diane, Lamoureux (2001). , Montréal: Éditions du Remue-ménage (ISBN 2-89091-182-9)
- Gougeon, Gilles (1993). , Québec: VLB Éditeur
- Ignatieff, Michael (1993). Blood & belonging : journeys into the new nationalism, Toronto : Viking, 201 p. (ISBN 0670852694)
- Keating, Michael (1997). , Montréal: Presses de l'Université de Montréal, 296 p. (ISBN 2-7606-1685-1)
- Lamonde, Yvan (2000). , Montréal: Éditions Fides, 576 p. (ISBN 2-7621-2104-3) (online)
- Lamonde, Yvan (2004). , Montréal: Éditions Fides, 336 p. (ISBN 2-7621-2529-4)
- Martel, Marcel (1997). , Ottawa: Presses de l'Université d'Ottawa, 203 p. (ISBN 2-7603-0439-6)
- Monière, Denis (2001). , Montréal: Presses de l'Université de Montréal 148 pé (ISBN 2-7606-1811-0)
- Montpetit, Édouard (2005). , Saint-Laurent: Bibliothèque québécoise, 181 p. (ISBN 2-89406-259-1)
- Moreau, François (1995). , Hull : Vents d'ouest, 181 p (ISBN 2-921603-23-3)
- Paquin, Stéphane (2001). , Montréal: VLB, 219 p. (ISBN 2-89005-775-5)
- Roy, Fernande (1993). , Montréal: Boréal, 128 p. (ISBN 2890525880)
- Ryan, Pascale (2006). , Montréal: Leméac, 324 p. (ISBN 2760905993)
- Sarra-Bournet, Michel ed., (1998). , Montréal: VLB Éditeur, 253 p.
- Sarra-Bournet, Michel ed., (2001). , Québec: Presses de L’Université Laval, 2001
- Seymour, Michel (1999). , L'Hexagone,
- Seymour, Michel, ed. (1999). , Montréal: Liber, 508 p. (ISBN 2-921569-68-X)
- Venne, Michel, ed., (2000). , Montréal: Québec Amérique, Collection Débats

#### 报纸和期刊
- 博舍曼，雅克。 “民族主义和社会留置权危机”，载于 ，第 25 期，1995 年，第 25 页。 101-123。蒙特利尔：魁北克大学社会学系。
- 库尔图瓦，斯特凡。哈贝马斯与民族主义问题 : le cas du Québec”，  ，卷。 27、第2期，2000年秋季
- 杜弗雷、雅克. “魁北克民族基因组制图 （页面存档备份，存于）”，在上，卷。 1、没有。 1994 年 7 月/10 月。
- 盖丹-拉克鲁瓦，萨埃尔。加拿大的民族主义 : une réalité cachée （页面存档备份，存于） "，在 ，2003 年 4 月 10 日
- 凯利、史蒂芬. “ De la laine du pays de 1837, la pure et l'impure （页面存档备份，存于） ”，载于 ，《魁北克e世纪历史手册》，第 6 期，1996 年
- 罗比泰尔，安托万。 “ La nation, pour quoi faire? （页面存档备份，存于） ”，  ，2006 年 11 月 25 日
- 罗伊·布莱斯，卡罗琳。 “ La montée du pouvoir clerical après l'échec patriote ”，载于 , 2006-12-03
- 西摩，米歇尔。 “ Un nationisme non folndé sur l'ethnicité ”，载于 ，1999 年 4 月 26 日至 27 日
- 西摩，米歇尔。 “Une nation peut-elle se donner latitutions de son choix?”，  ，数字特别，卷。 19、第2号（1992年秋）
- 未知。 “ L'ultramontanisme ”， ，2000年5月20日